# ニューロダイバーシティ
ニューロダイバーシティ（英語: Neurodiversity）は、Neuro（脳・神経）とDiversity（多様性）の2つを組み合わせた造語で、「脳や神経、それに由来する個人レベルでの様々な特性の違いを多様性と捉えて相互に尊重し、それらの違いを社会の中で活かしていこう」という考え方。特に、発達障害において生じる現象を、能力の欠如や優劣ではなく「人間のゲノムの自然で正常な変異」として捉えるという概念。「神経多様性」あるいは「脳の多様性」とも呼ばれる。

## 歴史
Jaarsma and Welin (2011) によると、ニューロダイバーシティ運動は1990年代にインターネット上の自閉者のグループから始まった。そして、現在では、自閉症や神経障害や神経発達障害と診断された人全ての人権を求める闘いとして知られている。ニューロダイバーシティという用語は、前世紀に唱えられた自閉症の「冷たい母親説」からも距離をとっている。
ニューロダイバーシティのパラダイムは自閉スペクトラム当事者によって主導されているが、次いで出現したグループでは、自閉スペクトラムではない人々、例えば双極者、ADHD者、統合失調症者、統合失調感情障害者、ソシオパス者、睡眠リズム障害者などによっても唱えられている。
ニューロダイバーシティという用語は、オーストラリアの社会学者であるJudy Singerが造った用語である。そして、出版物に初めて掲載されたのは1998年9月30日で、ジャーナリストのHarvey Blumeがオピニオン雑誌アトランティックに掲載した記事で使われた。
神経多様性は、生物多様性が生物にとって重要であるのと同じように、人類という種にとって重要な概念かもしれない。どんな時にどんな神経配線が一番適しているか、全てお見通しにできる人などいるだろうか？ 少なくとも、サイバネティクスやコンピューター文化においては、いくらかは自閉的であるマインドが向いていそうだ。
Blumeは、それ以前にも、1997年6月30日のニューヨーク・タイムズで、ニューロダイバーシティという用語自体は使わなかったものの、「神経学的多元性」というアイデアについて記載していた。
定型発達が支配する世界に住んでいると、自閉者は致し方なく彼ら自身の慣習を手放さなくてはならない。でも、一方で、彼らは彼ら同士で新たな社会契約を結んだんだ。その中では、神経多元性を強調している。この契約は自閉者が集うインターネットフォーラムやWebサイトで生まれた。…定型発達こそ多様な神経配線のうちの一つだ。時に数が優勢であるというだけで、必ずしもベストな配線というわけではない。
Blumeはまた国際的なニューロダイバーシティ運動を盛り上げていくためにはインターネットが重要な役割を果たすということを予想していた。
インターネットでのつながりには政治的な意味合いがある。サイバースペース2000と呼ばれるネット上のプロジェクトでは2000年までにできる限り多くの自閉スペクトラム者を集めることを目指している。…そもそも、インターネットは自閉傾向を持つ人にとって自分自身の生活を向上させるために不可欠なものである。というのも、インターネット上の会話は、彼らがコミュニケーションを効果的に行うことができる唯一の方法であることがしばしばあるからだ。……私たちにとってますます切迫してくる課題は、オンラインやオフラインで、自分自身をこれまでとは違った仕方で見ること、つまり、ニューロダイバーシティを迎え入れることだ」
何人かの著作家は、最初期の自閉アドボケーターはJim Sinclairであると主張する。Jim Sinclairは国際自閉ネットワークの初代会長である。Sinclairは1993年の声明で「我々を憐れむな」と主張した。自分の子供が自閉症であると診断された親たちは自分の子が自閉症であることを「人生でもっとも傷ついた出来事」だと考えることがある。Sinclairは、
自閉的ではない人は自閉症を悲劇であると見なし、親たちは子供と家族のライフサイクル全般にわたって絶望と悲観を味わうものとされている。しかし、この親の悲観は子供の自閉症そのものに由来するわけではない。むしろ、親自身の、普通の子供を持ちたかったという願望や子供は普通の子として生まれるだろうという期待が裏切られたことに由来する。自閉症の底に「普通の子供」が潜んでいるわけではない。自閉症は一つの生き方であり、生き方全体に及んでる。自閉症は全ての経験・感覚・知覚・考え・感情を色付けている。そして、存在のすべての側面に関与する。自閉症だけを当人から引き剥がすことはできない。もしそんなことが出来たのであれば、自閉症を引き剥がされて残った人は元の人ではない。ーー重要なのでもう一度言いますよ。もう一度考えてみてください。自閉症は生き方です。自閉症と人を分けることはできません。
Sinclairは、1990年代初頭に「定型発達」という言葉を造ったことでも知られている。「定型発達」はもともと自閉的ではない脳を持つ人を表す言葉だったが、現在ではより広く、神経学的に典型的な発達をした人やそういった人の周りに築き上げられた文化を指す言葉となった。Sinclairも前述のSingerも、神経学的な差異を持った人に対する新しい見方を創造した。最初は自閉スペクトラムがその対象であったが、結果的に、より広い神経学的差異も対象とするようになった。

## 用語
2011年の Pier Jaarsma によれば、ニューロダイバーシティは「論争の的となる考え方」であり、それは「非定型神経発達を普通の人間の差異と見做す」というものである。
Nick Walker (2012) は、ニューロダイバーシティの概念はどんな神経学的状態にある人々も包含するものであるから、「神経学的に多様な (neurodiverse) 人」などというのはありえないし、全ての人々はニューロ・ダイバースである、と論じた。Walker は代わりにニューロ・マイノリティ（神経学的少数派）という語を「神経学的に定型でない人々を指す、良い、病理化しない言葉」として提案した。彼は異なる神経学的な様態を持つ人々は「支配的な文化から周縁化され、十分に適応できていない」と言う。Walker は包括的な概念としてのニューロダイバーシティと、パラダイムとしてのそれ（ニューロダイバーシティを他の形の多様性と同様の社会的力学の影響を受ける人間の多様性の自然な形として理解すること）とを区別することを提案している。ニューロダイバーシティ・パラダイムは、ニューロ・マイノリティを神経学的に定型な多数派からの逸脱であるという理由で問題ある (problematic) 病的な (pathological) 偏りであると表現する病理学的パラダイムと対照される。

## 自閉者の権利運動
自閉者の権利運動 (autism rights movement, ARM) はニューロダイバーシティ運動の中における社会運動で、自閉の当事者や支援者、および社会がニューロダイバーシティの視点（自閉を治療されるべき精神障害というよりも機能的な多様性として受け入れる立場）を取り入れることを奨励するものである。自閉者の権利運動は様々な目標を掲げている。たとえば、自閉的なふるまいを受容すること、自閉者に対して定型発達を真似た行動を強制するのではなく、自閉の特性に合わせたコーピングスキルを身につけられるようなセラピー、自閉者が自分らしく交流できるような社会的ネットワークやイベントづくり、また、自閉の人びとを社会的マイノリティとして認識することなどが含まれる。

## 批判
ニューロダイバシティという概念は論争的である。障害に対する医学モデルを支持する人にとって、「障害・欠陥・機能不全」と結び付けられる心的な違いは、生活の多くの側面でインペアメントを引き起こす内的な違いと同一視されている。医学モデルからすると、ニューロダイバーシティに包含されているような心の状態は、治療することができ・そうすべきである医学的な状態である。対して、例えばDavid Pollakはニューロダイバシティを「全ての可能な心の状態が平等であることを示す」用語であると評価している。さらには、ニューロダイバーシティという用語を「依然として医学的すぎる」として拒否する人もいる。
自閉症におけるニューロダイバーシティという概念は、自閉症スペクトラム障害であるが「高機能な」人やそれほど症状が重症ではない人向けに作られた考え方であると批判されることがある。「低機能な」自閉者は、日常生活においてしばしば重大な不利益を被っており、発達した支援ツールをできる限り使ってもうまく生活を送れないことがある。「低機能な」自閉者の多くは自分自身の意見や希望をうまく表現できないため、誰が彼らの意見を代弁するか、何が彼らの利益になるか、という点が議論の的になる。
2011年にJaarsmaとWelinは「ニューロダイバーシティの考え方を拡大して、高機能な自閉も低機能な自閉も包み込むようにすれば、それは問題含みだ。高機能自閉に限って主張されるニューロダイバーシティだけが道理にかなっている」と書いている。彼らはさらに、「“より高機能な”自閉者は精神医学的な欠陥ベースの診断では利益を得ることがないかもしれない。むしろ、自分にとっての自然なあり方が医学的に劣ったものとみなされることで、診断によって害を受ける者もいる。そういった狭い範囲であればニューロダイバーシティを主張することができる。また、いまより少し広い範囲でニューロダイバーシティを主張することはできるだろう。しかし、限度はある」という。
ニューロダイバーシティが主張する反治療的視点には批判が集まっている。医学生物学的な治療は、例えば自閉症や自閉症による様々な症状を治療のターゲットにし、現在はそれらを完全には治癒できないにしても、今後生活機能やQOLを明らかに向上させることができるようになるかもしれない。治療の開発には発明や投資が必要であり、臨床応用するにはしばらくかかるかもしれない。それでも、新しい治療は将来長きに渡って大きな利益をもたらす可能性がある。自閉症を「障害をもたらす発達の病気」とみなす人にとって、ニューロダイバーシティの反治療の視点は、患者とその家族の苦悩を軽視することとなる。
自閉症のライターでありブロガーであるJonathan Mitchellは、ニューロダイバーシティ運動に対する反対者であり、自閉症の治療研究を進めるべきであると主張する。彼は、ニューロダイバーシティを「難しい問題に対して、安易な答えを出している」「自閉症の障害としての側面を軽視している」と批判する。彼は、彼の症状が彼の人生にとってネガティブに働いてきたと考える。自閉症があることで「これまでパートナーを得ることを妨げられた」「協調運動がうまくできず、筆記に困難を生じた」「人とうまく交れなかった」「集中することが苦手で、物事をやり遂げることが苦手になった」と述べている。
Mitchellはニューロダイバーシティを「自閉症スペクトラム障害者にとっての“安全弁”である」と述べ、自閉症スペクトラム障害者にニューロダイバーシティが広範に受け入れられているというのは“思い込み”であり、大多数の自閉症スペクトラム障害者はだれかのブログで自分の意見を表明したりしてこなかったしこれからもしないだろうと述べている。さらに、ニューロダイバーシティは低機能な自閉症者にとって何の解決ももたらしていない、と主張する。さらに、彼は、テンプル・グランディンも「自閉症の症状や体験を過度に一般化し、私の苦悩を軽視するような書きぶりであった」と批判する。こういった主張をすることでMitchellはこれまでニューロダイバーシティ支持者から誹謗中傷を受けている。

## ニューロダイバーシティ推進と日本企業における展開
発達特性に応じて能力を最大限発揮できる雇用環境を創出する動きが欧米企業を中心に活発化するなかで、日本でもニューロダイバーシティを生かした経営は、イノベーション創出や生産性向上を促す成長戦略として近年関心が高まってきている。2022年10月13日、ニューロダイバーシティの啓発を行うことを目的とし、東京・日本橋周辺の企業が「日本橋ニューロダイバーシティプロジェクト」を発足させた。武田薬品工業株式会社が企画・運営し、賛同企業・団体として花王株式会社、野村ホールディングス株式会社、SBI新生銀行グループ、三井不動産株式会社など計15社が参画している。ニューロ・マイノリティを活用している企業の例としては、オムロン株式会社やソフトバンク株式会社、アクセンチュア株式会社が挙げられる。
発達障害のある人々の特性を強みとして生かしIT事業を展開するデンマークの先進的な企業Specialisterneのビジネスモデルを参考にした株式会社Kaienをはじめ、株式会社LITALICO、ウェルビーなど就職支援に取り組む企業も広がっている。
他国では一般雇用枠でのニューロ・マイノリティの雇用数が増加傾向にあるが、日本では法的な障害者雇用に守られている現状がある。結果的に、一般雇用枠で勤務する場合は、定型発達の人々と同等のキャリアや給与を得られる一方で、障害に応じた配慮が得られにくくなる。逆に障害者枠では、配慮が得られやすい一方、キャリアや給与が定型発達の人々よりも低水準にとどまる。「キャリア・給与」と「障害配慮」がトレードオフの関係性にあるなど、日本企業においてニューロダイバーシティ推進を進めていく上での課題もある。